# 한국과학기술원 부설 한국과학영재학교
한국과학기술원 부설 한국과학영재학교(韓國科學技術院 附設 韓國科學英才學校)는 대한민국 부산광역시 부산진구 당감동에 있는 국립 과학영재학교이다.

## 학교 연혁
- 1989년 12월 18일 : 교육부에서 부산과학고등학교 설립 계획 승인
- 1990년 9월 7일 : 부산과학고등학교 설립 인가(6학급 180명)
- 1991년 3월 1일 : 초대 신창식 교장 부임
- 1991년 3월 1일 : 교육부 지정 연구학교 (1991.3.1 ~ 1993.2.28 ) (주제 과학영재교육을 위한 심화 학습 프로그램 개발)
- 1991년 3월 4일 : 개교 및 부산과학고등학교 제1회 입학식 (2학급 60명)
- 1991년 9월 7일 : 학급 증설 인가 (9학급 270명)
- 1993년 2월 11일 : 제1기 수료식 (41명) KAIST 학사과정 41명 합격
- 1994년 2월 15일 : 제1회 졸업식 및 제2기 수료식 (졸업생 16명, 수료생 51명)
- 1998년 2월 18일 : 학교 신축 이전 (연제구 연산 9동 -> 부산 진구 당감 3동)
- 2001년 10월 31일 : 부산 과학고등학교, 과학영재학교로 선정 (과학기술부)
- 2002년 5월 3일 : 과학영재학교 지정·전환(교육인적자원부)
- 2003년 3월 5일 : 제13회 (과학영재학교 제1회) 입학식 거행 (144명)
- 2005년 7월 12일 : 교명 변경 (부산과학고등학교→'한국과학영재학교')
- 2009년 2월 6일 : KAIST 부설 전환 확정 (KAIST부설 한국과학영재학교)
- 2009년 3월 4일 : KAIST 부설 전환 선포식
- 2017년 12월 14일 : 드림디자인센터 준공 개소
- 2021년 4월 1일 : 제10대 최종배 교장 취임
- 2022년 2월 16일 : 제29회 졸업식(KAIST 부설 한국과학영재학교 제17회, 123명)
- 2025년 2월 17일 : 2025학년도 입학식(134명 / 외국인 학생 8명 포함)

## 갤러리

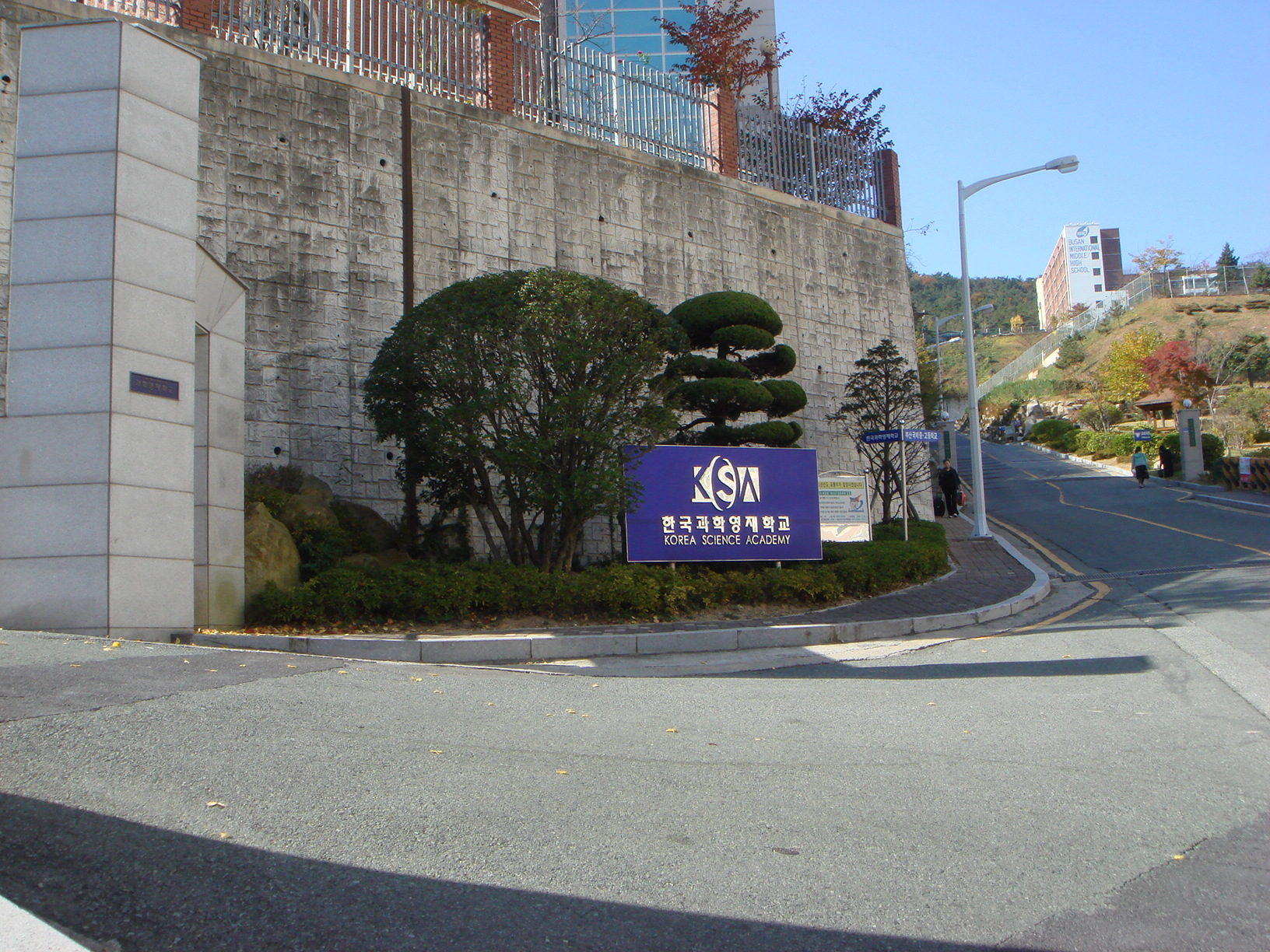
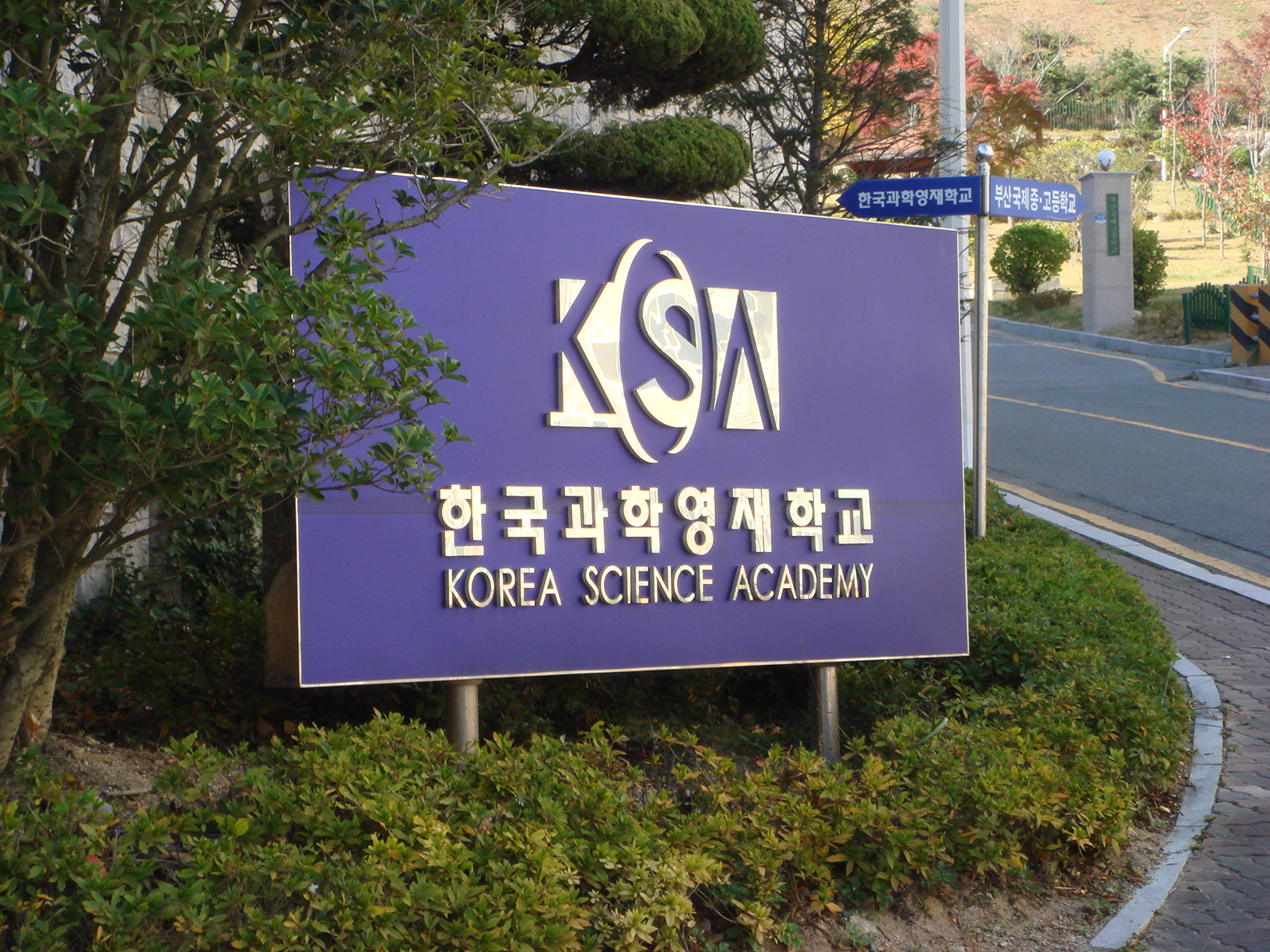
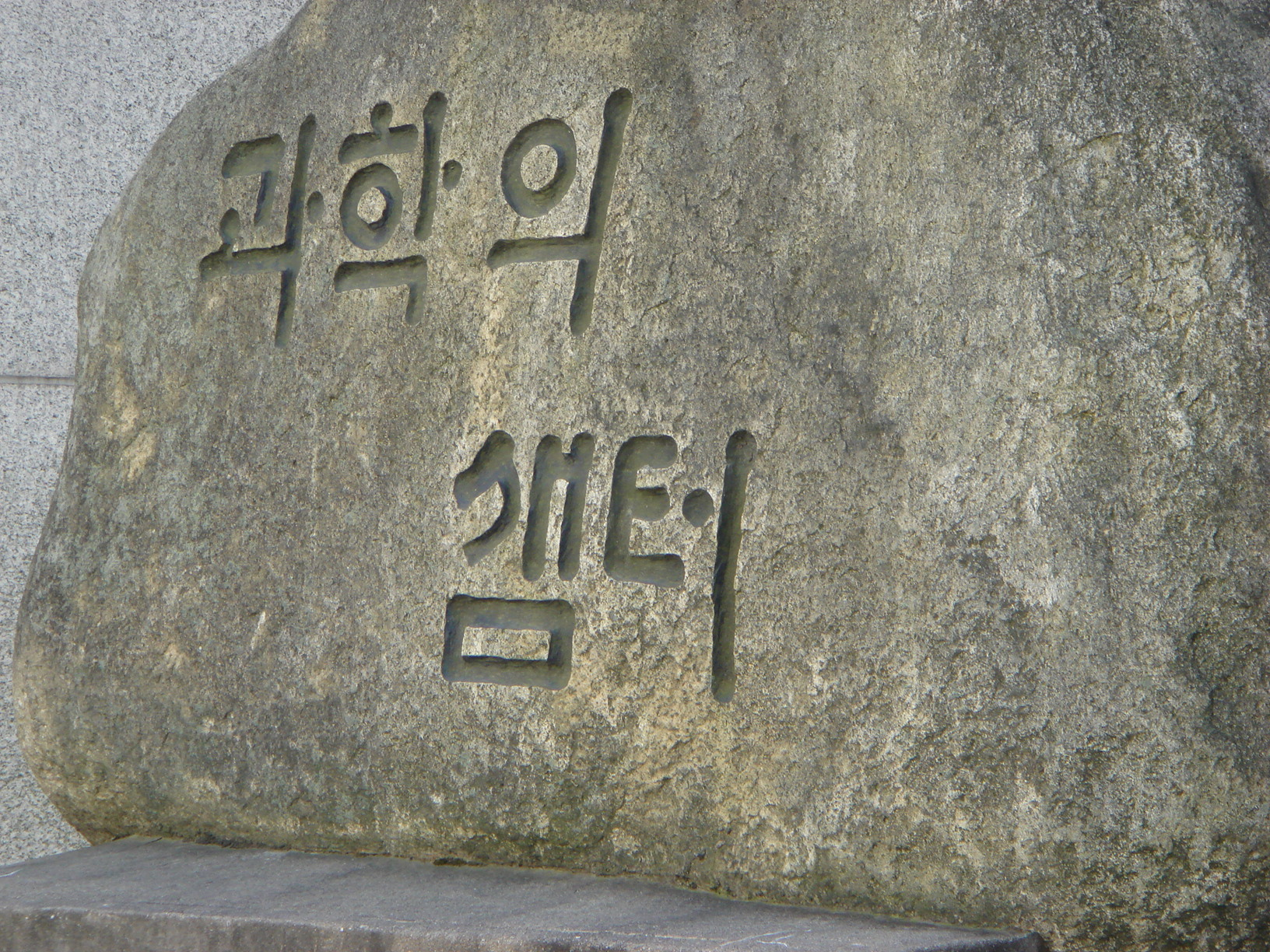
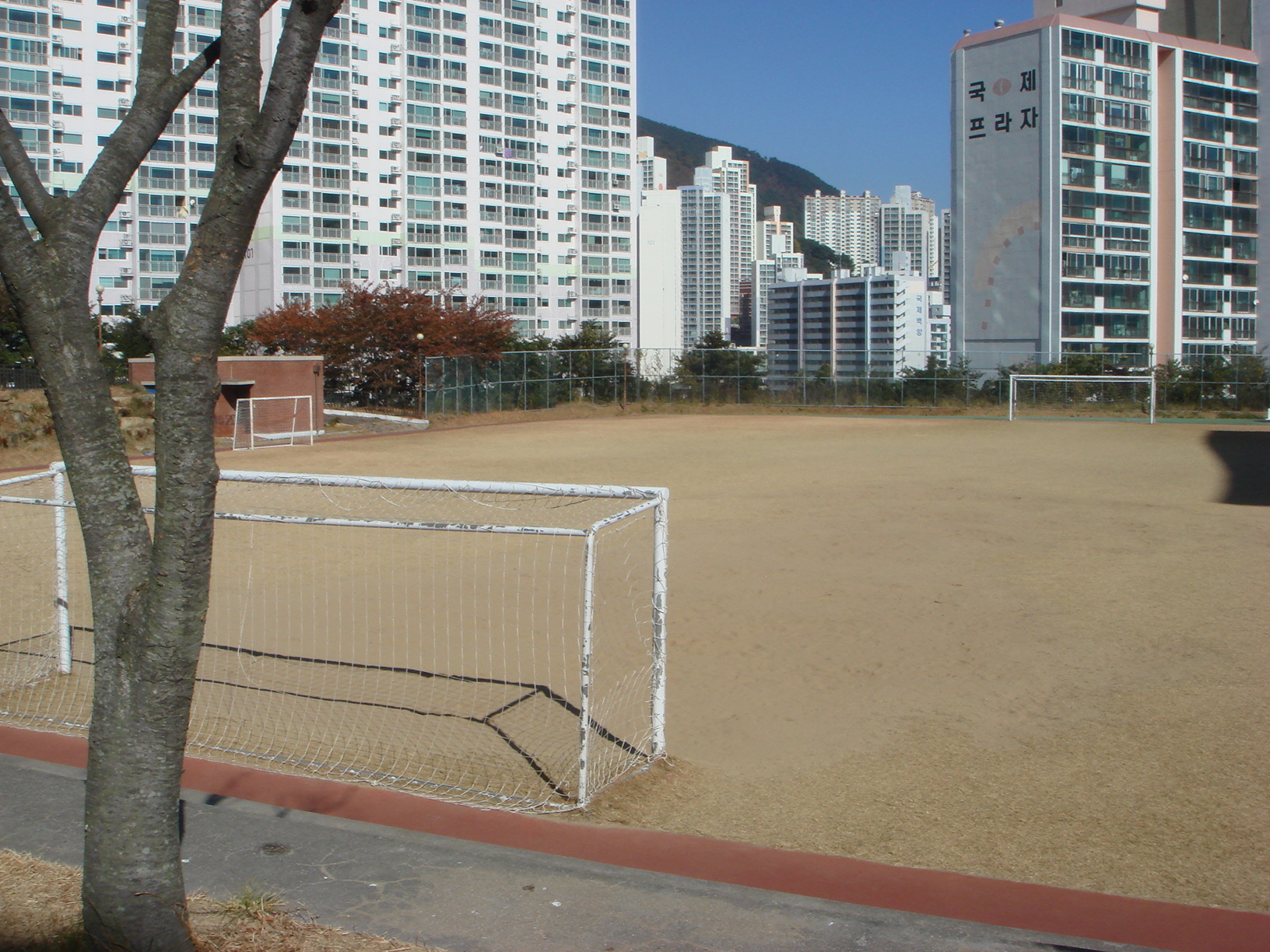
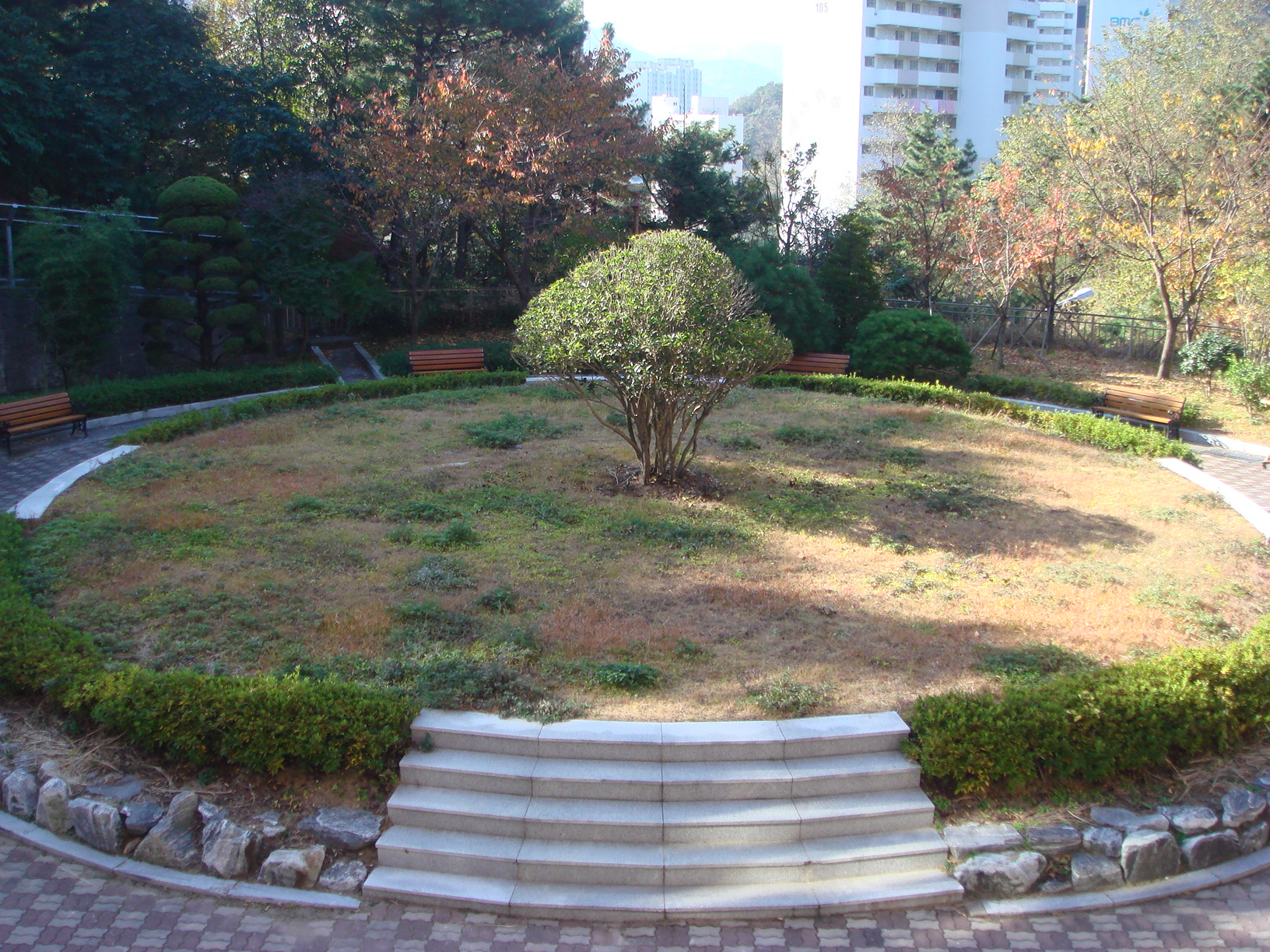
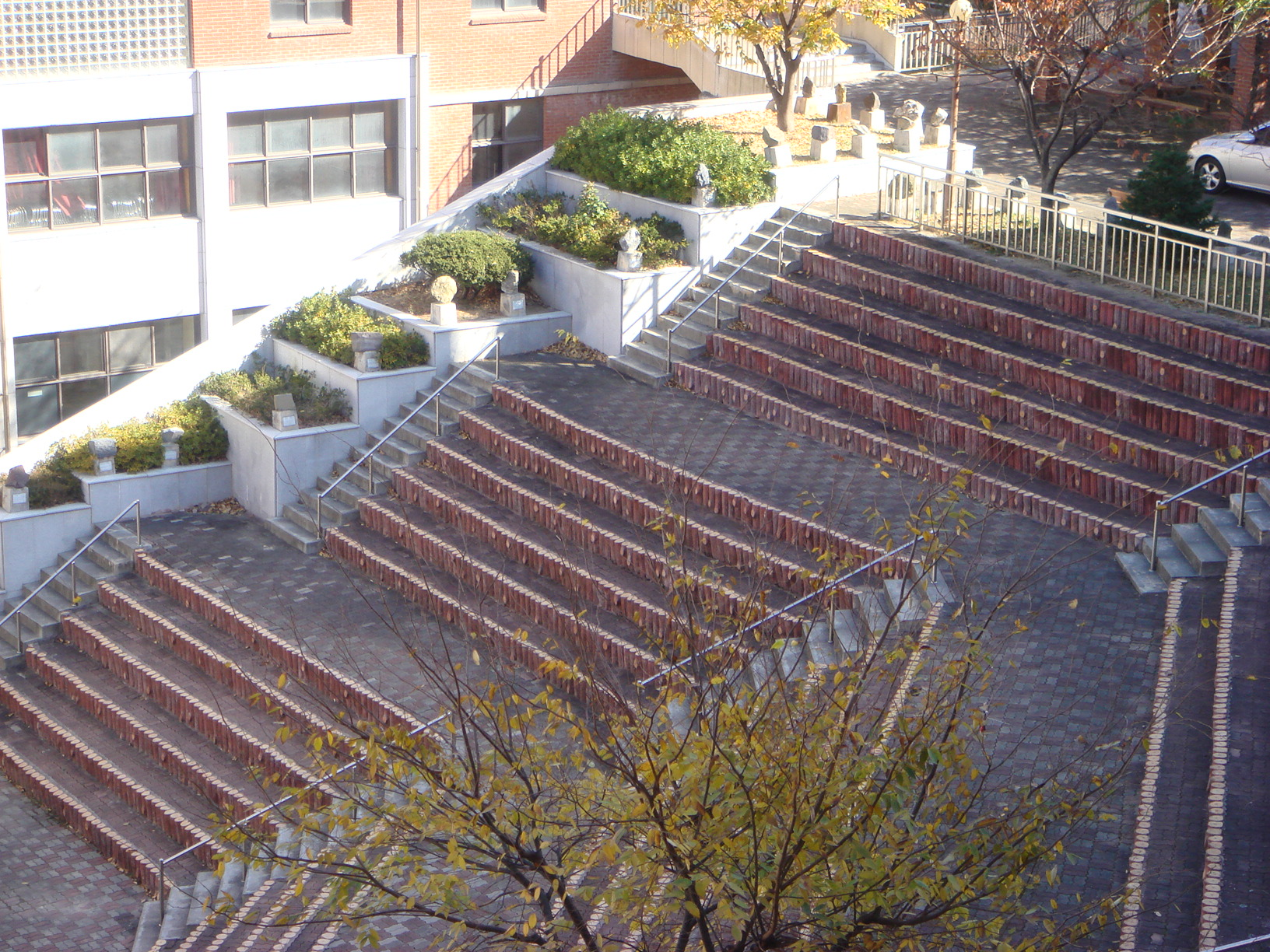
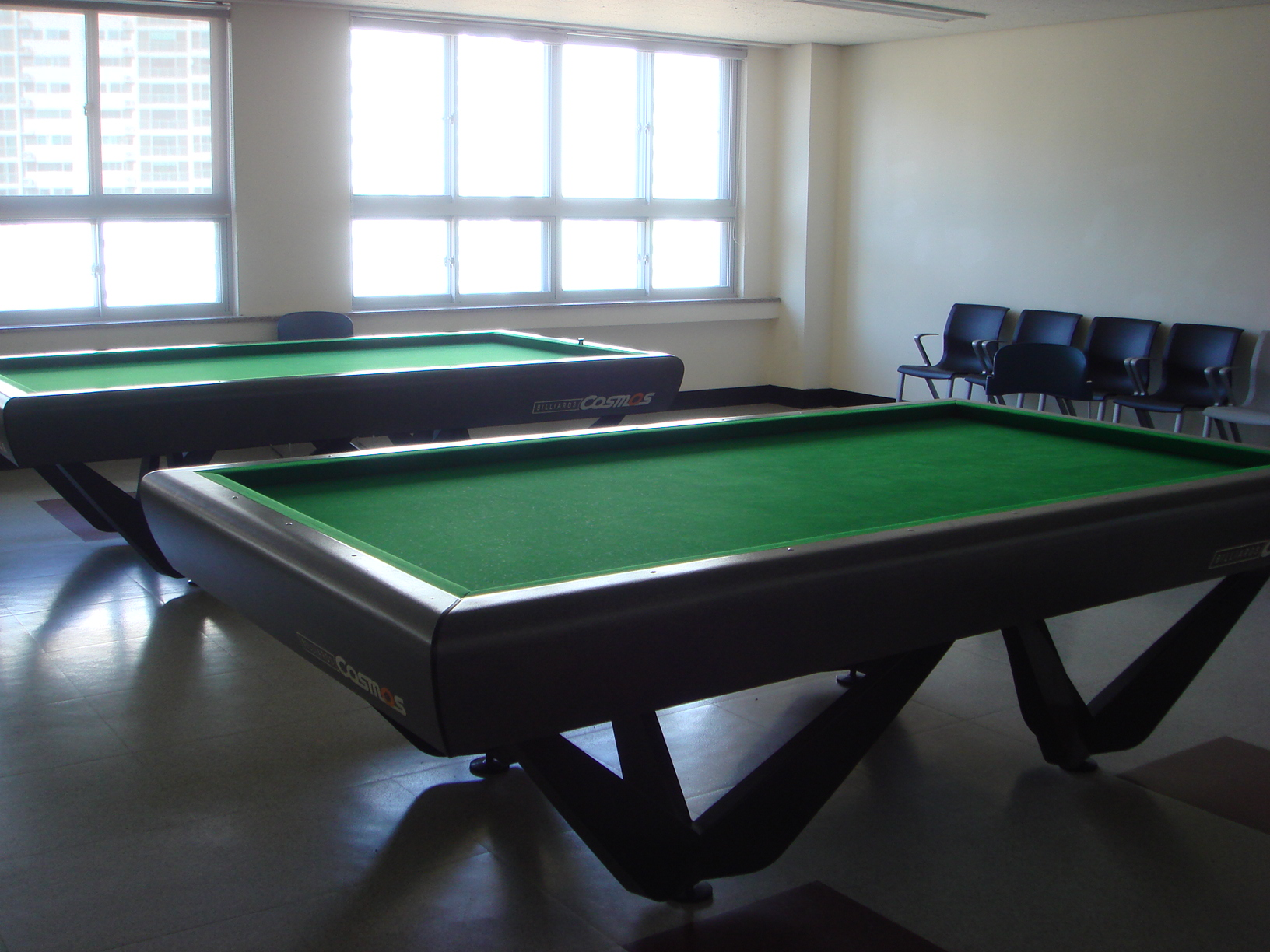
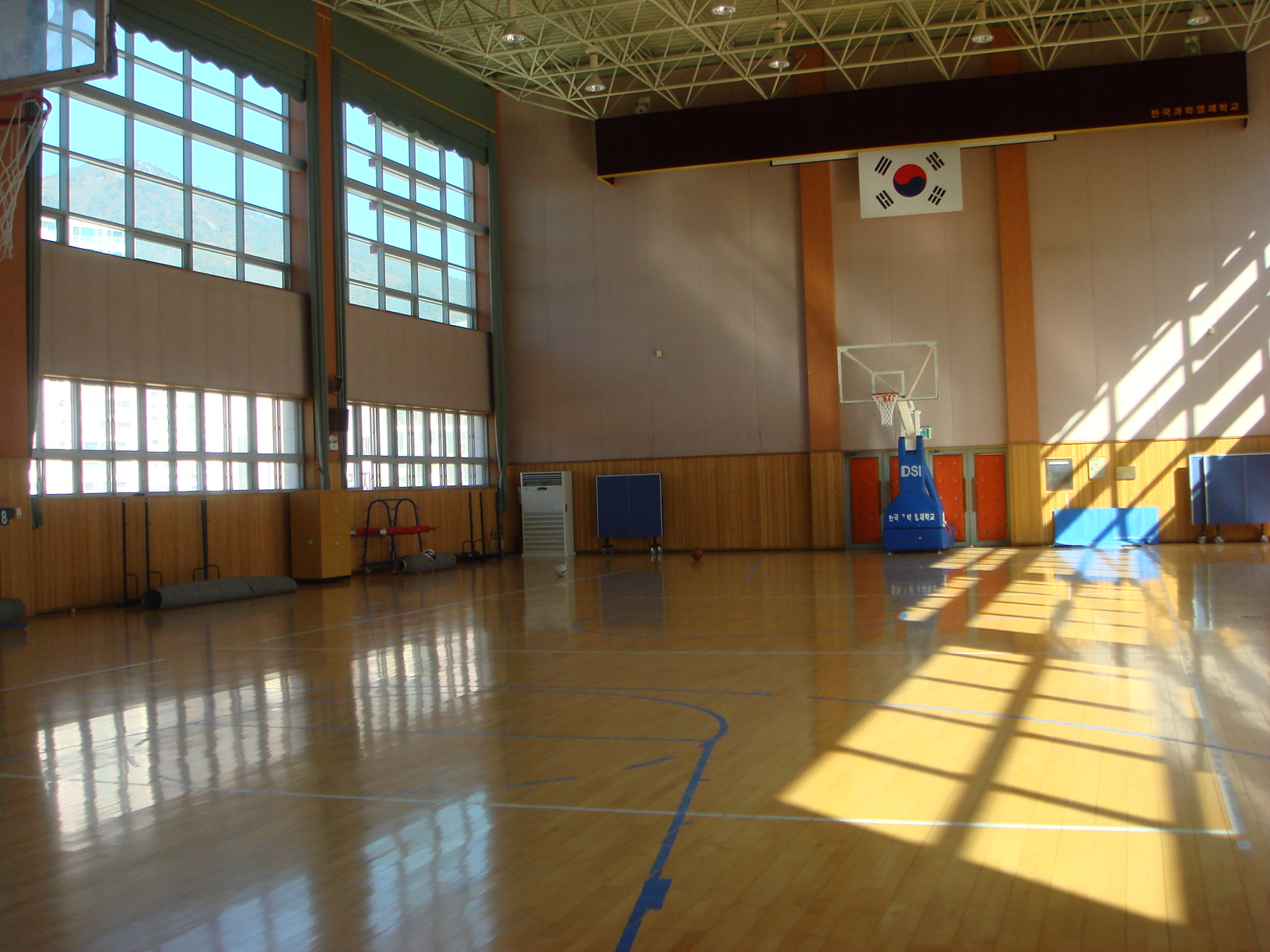
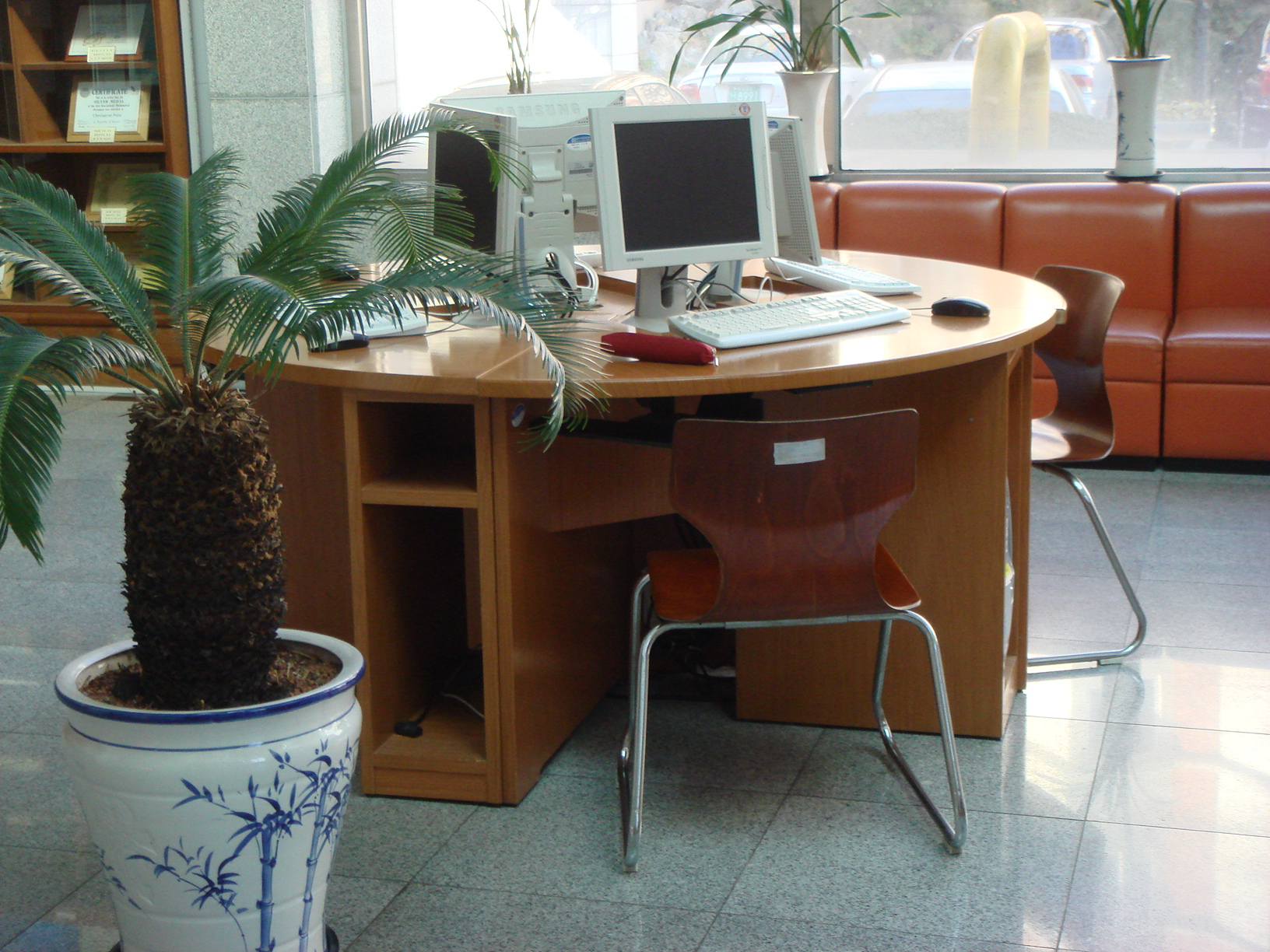